# Pancerniki typu Colorado
Pancerniki typu Colorado – amerykańskie okręty z okresu I i II wojny światowej. Była to modyfikacja pancerników typu Tennessee, dzieląca z nimi ogólny projekt i wygląd, ale różniąca się uzbrojeniem. Dwanaście dział kalibru 356 mm/50 zostało zamienionych na osiem kal. 406 mm/45, dla zrównoważenia siły ognia japońskich pancerników typu Nagato, także wyposażonych w 8 dział 406 mm.
Projekt został zatwierdzony na rok budżetowy 1917, ale budowa została opóźniona przez zmieniające się priorytety toczącej się I wojny światowej. Dwa okręty typu Colorado były ostatnimi amerykańskimi pancernikami, jakie weszły do służby przez prawie dwie dekady, i ostatnimi amerykańskimi pancernikami posiadającymi dwudziałowe wieże artylerii głównej – okręty z czasów II wojny światowej były wyposażone w dziewięć dział kal. 406 mm (406 mm/45 w przypadku pancerników typu North Carolina i South Dakota oraz 406 mm/50 w przypadku Iowa). Czwarty okręt, „Washington”, był jedynym nowym amerykańskim okrętem zwodowanym w momencie wejścia w życie ustaleń traktatu waszyngtońskiego.
Trzy ukończone okręty typu Colorado miały standardową wyporność 32 600 ton, a więc nieco większą w porównaniu z okrętami typu Tennessee, natomiast siła rażenia i celność dział kal. 406 mm została znacznie poprawiona. Wielowarstwowy pancerz burtowy zabezpieczający przed uszkodzeniami ze strony torped, napęd turboelektryczny i ulepszone systemy prowadzenia ognia zastosowane na pancernikach Tennessee zostały w kolejnym projekcie powielone, przez co otrzymano typowy amerykański pancernik tamtych czasów: silny, ciężko opancerzony i uzbrojony, ale stosunkowo powolny. W latach 20. i 30. XX wieku pięć okrętów tych dwóch typów było znanych jako Wielka Piątka (ang. Battle Fleet’s „Big Five”).
Na początku lat 30. planowano zmodernizować Wielką Piątkę, ale jedynymi wprowadzonymi w życie zmianami była modernizacja artylerii przeciwlotniczej i systemów prowadzenia ognia. Dwa okręty typu Colorado były obecne w Pearl Harbor podczas japońskiego ataku: „Maryland” wyszedł z niego bez szwanku, natomiast „West Virginia” została zatopiona na kotwicowisku, gdy jej system zabezpieczeń nie wytrzymał uderzenia ponad pół tuzina japońskich torped (choć w przeciwieństwie do „Oklahomy” okręt osiadł na równym kilu). „Colorado” w tym czasie przechodził przegląd, w trakcie którego zwiększano zabezpieczenia przeciwtorpedowe, co spowodowało zwiększenie jego szerokości do 33 m. Również „Maryland” wkrótce przeszedł taką modernizację. Oba okręty zostały przebudowane raz jeszcze pod koniec 1942 roku – usunięto masywne maszty kratownicowe, a zbyt słaba artyleria przeciwlotnicza została wzmocniona. Później okręty otrzymały także nowe nadbudówki do osadzenia lepszych dalmierzy. Po uszkodzeniu przez kamikaze pod koniec 1944 roku, w trakcie remontu „Maryland” został wyposażony w 16 dział uniwersalnych kal. 127 mm/38, które mogły prowadzić ogień zarówno do celów powietrznych, jak i nawodnych – zastąpiono w ten sposób mieszany zestaw przeciwokrętowych 127 mm/51 i przeciwlotniczych 127 mm/25. „Colorado” do końca służby miał mieszaną artylerię średnią.
Mocno uszkodzona „West Virginia” została podniesiona z dna i w latach 1942–1943 przeszła taką samą modernizację, jak dwa okręty typu Tennessee – jej kadłub poszerzono do 35 m, mocno ulepszono systemy prowadzenia ognia i artylerię przeciwlotniczą, zastosowano 16 dział kal. 127 mm/38 w podwójnych wieżach oraz zupełnie zmieniono układ nadbudówek, nadając okrętowi nowoczesny wygląd, podobny do pancerników typu South Dakota.
Pancerniki typu Colorado służyły jak inne stare pancerniki amerykańskie: w latach 1942–1943 realizując doktrynę fleet in being („flota w gotowości”), a później zapewniając silne wsparcie artyleryjskie operacjom amfibijnym. „Maryland” i „West Virginia” były obecne w czasie ostatniej w historii wzajemnej walki pancerników w cieśninie Surigao 25 października 1944 roku. Po wojnie przesunięte do Floty Rezerwowej pancerniki były jej częścią do 1959 roku, kiedy wszystkie zostały sprzedane na złom.